# Metikoš
Metikoš (cyr. Метикош) – wieś w Serbii, w okręgu raskim, w mieście Kraljevo. W 2011 roku liczyła 722 mieszkańców.